# Enicospilus jynx
Enicospilus jynx là một loài tò vò trong họ Ichneumonidae.